# Eefje Huijsmans
Eefje Huijsmans (Beek, 18 april 1986) is een voormalige Nederlandse handbalster.